# Andrea Grossi
Andrea Grossi (* um 1660; † nach 1696) war ein italienischer Violinist und Komponist.

## Biografie
Über den Komponisten Grossi ist nur wenig bekannt und bezieht sich lediglich auf die vier überlieferten Drucken mit Violinmusik sowie den Überlieferungen von Fétis und Eitner. Aus diesen einzig erhaltenen Quellen geht hervor, dass er zumindest Ende des. 17. Jhs. als Violinist im Dienste des letzten Herzogs von Mantua, Carlo IV., stand.
Da die erhaltenen Werke allesamt in Bologna in der Zeit von 1678 bis 1696 entstanden oder zumindest im Druck erschienen sind, kann angenommen werden, dass Grossi in den 1670er Jahren nach Bologna ging und in Kontakt mit der Bologneser Schule kam. Es liegt durchaus nahe, dass dies auf Anregung des Begründers jener Schule geschah; denn Maurizio Cazzati legte 1671 sein Amt des Kapellmeisters an der Basilika San Petronio zu Bologna nieder und folgte zwei Jahre später dem Ruf der Erzherzogin Maria Anna von Österreich (1610–1665) als Kapellmeister an den Hof des Herzogs von Mantua.

## Werk
Entsprechend der Überlieferung besteht sein Œuvre aus fünf opera:
- op. 1: Balletti, Correnti, Sarabande, e Ghighe a tre, due Violini, e Violone, overo Spinetta (Bologna, 1678)
- op. 2: Balletti, Correnti, Sarabande, e Ghighe a tre, due Violini, e Violone, overo Spinetta (Bologna, 1679)
- op. 3: Sonate a due, a trè, quattro, e cinque Instromenti (Bologna, 1682)
- op. 4: Sonate a trè, due Violini, e Violone, con il Basso Continuo per l'Organo (Bologna, 1685)
- op. 5: Suonate da camera a tre Instromenti (Bologna, 1696) (verschollen)

Bereits die Sammlung von acht Suiten op. 1 enthält zur Hälfte viersätzige Suiten, deren Reihenfolge (Balletto – Corrente – Sarabande – Ghighe) fast der klassischen barocken Anordnung entspricht (Allemande – Corrente – Sarabande – Ghighe), nämlich mit der Gigue am Ende (und nicht die Sarabande). Einzige Ausnahme bildet das eröffnende Balletto, das jedoch stilistisch mit der Allemande verwandt ist. In der Klaviermusik ist die früheste Quelle einer Suite mit dieser Satzanordnung ein nach 1690 erschienener Druck mit Suiten von Froberger. Ob Grossi deshalb als der Schöpfer dieser Suitenform ist, bleibt noch zu klären. Zweifelsohne sind seine erhaltenen Drucke wichtige Dokumente in der Entwicklung der Suite bzw. der Sonata da camera.
Sein wohl bekanntestes Werk ist die Sonata decima in D per tromba, due violini, violone, e basso continuo aus der Sonatensammlung op. 3, welche dem Stil der Bologneser Trompetenschule folgt. Die Continuo-Begleitung ist hier ausschließlich der Orgel vorbehalten und folgt dem Ideal, die Streicherstimmen auf die Orgel zu transferieren. Auffallend in ihr ist (ebenso in Nr. 11 und 12) das Fehlen einer klaren Fugentechnik, wie sie in den ersten neun Sonaten zu finden ist, und der Wechsel dafür zwischen der orgelbegleiteten Trompete und dem homophon geführten Streichquartett, bevor sie sich alle zum Satzende hin zum tutti verbinden. Zusammen mit den letzten drei Sonaten aus op. 35 von Cazzati sind diese drei Sonaten von Grossi wenige frühe Beispiele für die Trompetensonate.
Die Sonatensammlung op. 4 zeigt eine klare Tendenz zur Viersätzigkeit (8 von 12) sowie eine Vergrößerung des Umfangs der Kompositionen. Letzteres ergibt sich nicht zuletzt durch die Tatsache, dass die Fugen nicht vier, sondern nun mindestens fünf, oder gar sechs Durchführungen haben. Eine nicht erhaltene Quelle ist die von dem belgischen Musikforscher François-Joseph Fétis erwähnte Sonatensammlung op. 5, die 1696 ebenfalls in Bologna entstanden sein soll.
Sind Grossis Werke inhaltlich recht durchschnittlich und „unbedeutend“, so weisen sie doch alle eine gemeinsame Besonderheit auf: ein streng symmetrisches Ordnungsprinzip. Demnach gleicht sein op. 2 der ersten Sammlung op. 1 nicht nur im Titel (und Besetzung) und in der Anzahl von Suiten (4 zweisätzige + 4 viersätzige), sondern auch in der strukturellen Ausformung der einzelnen Tanzsätze: die Taktanzahl ist in beiden Teilen symmetrisch.
Dieser außerordentliche Ordnungssinn Grossis zeigt sich ebenso in den Durchführungen der Sonatenfugen von op. 3, in denen auf merkwürdige Weise die Themeneinsätze stets in gleicher Reihenfolge erscheinen, beginnend mit der obersten Stimme, und nicht wie üblich in den Stimmen variieren. Willi Apel zufolge lag dieser Drang nach Ordnung und Symmetrie eine gewisse Themenverwandtschaft zwischen mehreren Sonatensätzen nahe, wenngleich es zur Zeit der Entstehung nicht gerade zeitgemäß erschienen haben muss.
Darüber hinaus heben sich alle Suitentänze der ersten zwei Opera von denen der Zeitgenossen ab. Apel fand in einem Vergleich heraus, dass, anders als bei den Tanzsätzen von Uccellini, Cazzati, G. M. Bononcini, Vitali oder Bassani, die ersten Satzteile bei Grossi überwiegend auf der Dominante enden (33 von insgesamt 48), so wie es später bei Johann Sebastian Bach die Norm war. Lediglich 9 Tänze enden auf der Tonika und 6 auf der Tonikaparallele. Zwar lässt sich eine Tendenz zum Dominantenschluss schon bei Vitali finden, doch die Rolle des Wegbereiters für diese harmonische Wendung ist hier eher Grossi zuzusprechen.